# Venă hemiazygos

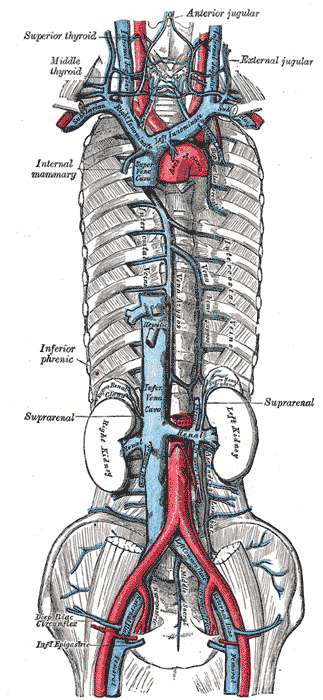
Vena cavă și vena azygos cu afluenții

Vena hemiazygos (vena azygos minor inferior) este o venă care are un traseu superior în regiunea toracică inferioară, chiar în partea stângă a coloanei vertebrale. 

## Anatomie
Vena hemiazygos și vena accesorie hemiazygos, atunci când sunt luate împreună, servesc în esență ca echivalentul stâng al venei azygos. Adică vena azygos servește la drenarea majorității venelor intercostale posterioare de pe partea dreaptă a corpului, iar vena hemiazgos și vena accesorie hemiazygos drenează majoritatea venelor intercostale posterioare de pe partea stângă a corpului. Mai exact, venele hemiazygos reflectă partea inferioară a venei azygos. 
Structura venei hemiazygos este adesea variabilă. De obicei, începe în vena lombară ascendentă sau în vena renală și trece în sus prin striul stâng al diafragmei pentru a intra în torace. Se continuă ascendent pe partea stângă a coloanei vertebrale, iar în jurul nivelului celei de-a noua vertebră toracică, trece pe dreapta coloanei vertebrale, în spatele aortei, esofagului și canalului toracic, pentru a se termina în vena azygos. 
Vena hemiazygos poate sau nu să se continue superior cu vena hemiazygos accesorie. 
Primește venele intercostale posterioare a 9-a, a 10-a și a 11-a și vena subcostală a părții stângi și unele vene esofagiene și mediastinale. 
Dilatația venei hemiazygos ce apare în  filmele radiografiei toracice sau abdominale poate fi diagnosticat greșit ca neoplasm mediastinal sau retroperitoneal, limfadenopatie sau disecție aortică (2, 5–7, 10). Venostazia, care este consecința unor afecțiuni patologice, cum ar fi obstrucția dobândită a IVC sau SVC, insuficiența cardiacă dreaptă, hipertensiunea arterială portală sau din cauza sarcinii poate avea aceeași prezentare clinică ca și continuația hemiazygos IVC (5, 6, 10, 13). În cazul continuației hemiazygos IVC, venele hepatice se pot vărsa direct în atriul drept (3, 10). O constatare incidentală a acestei afecțiuni în timpul canulării venoase pentru bypass cardiopulmonar complică procedura, deoarece nu este prezent un trunchi de IVC solid pentru plasarea canulei. În acest caz, trebuie utilizată canularea separată a SVC și a atriului drept. 

## Istorie
Numele acestei vene provine de la cea a venei azygos . Azygos înseamnă „nepereche”, iar hemi înseamnă jumătate. Această venă oglindește jumătatea inferioară a venei azygos. 